# NGC 3787
NGC 3787 је лентикуларна галаксија у сазвежђу Лав која се налази на NGC листи објеката дубоког неба.
Деклинација објекта је + 20° 27' 18" а ректасцензија 11h 39m 38,1s. Привидна величина (магнитуда) објекта NGC 3787 износи 13,9 а фотографска магнитуда 14,9. NGC 3787 је још познат и под ознакама MCG 4-28-15, CGCG 127-17, ARAK 306, PGC 36154.